# Atletik under sommer-OL 2024 - 400 meter hækkeløb (herrer)
Mændenes 400 meter hækkeløb ved sommer-OL 2024 blev afholdt i fire runder på Stade de France i Paris, Frankrig, fra 5. til 9. august 2024. Det var 28. gang, at mændenes 400 meter hækkeløb blev konkurreret ved sommer-OL. I alt 40 atleter var i stand til at kvalificere sig til stævnet efter startstandard eller rangering.

## Resultater

### Indledende runde
Runde 1 blev afholdt den 5. august med start kl. 10:05 (UTC+2) om morgenen.
Kvalifikationsregler: De første 3 i hvert heat (Q) og de næste 3 hurtigste (q) går videre til semifinalerne. Alle andre går videre til Opsamlingsheatsene (undtagen DNS, DNF, DQ).

#### Heat 1
| Rangering | Bane | Atlet           | Nation             | Reaktion | Tid   | Noter |
| --------- | ---- | --------------- | ------------------ | -------- | ----- | ----- |
| 1         | 7    | Rai Benjamin    | USA                | 0.190    | 48.82 | Q     |
| 2         | 6    | Jaheel Hyde     | Jamaica            | 0.175    | 49.08 | Q     |
| 3         | 2    | Kyron McMaster  | Britiske Jomfruøer | 0.166    | 49.24 | Q     |
| 4         | 4    | Carl Bengtström | Sverige            | 0.172    | 49.34 |       |
| 5         | 5    | Bassem Hemeida  | Qatar              | 0.141    | 49.82 | SB    |
| 6         | 8    | Daiki Ogawa     | Japan              | 0.174    | 50.21 |       |
| 7         | 3    | Matic Ian Guček | Slovenien          | 0.147    | 50.30 |       |

#### Heat 2
| Rangering | Bane | Atlet             | Nation                    | Reaktion | Tid   | Noter |
| --------- | ---- | ----------------- | ------------------------- | -------- | ----- | ----- |
| 1         | 5    | Karsten Warholm   | Norge                     | 0.148    | 47.57 | Q     |
| 2         | 9    | Clément Ducos     | Frankrig                  | 0.157    | 47.69 | Q, PB |
| 3         | 7    | Abderrahman Samba | Qatar                     | 0.182    | 48.35 | Q     |
| 4         | 8    | Yeral Nuñez       | Den Dominikanske Republik | 0.187    | 48.67 |       |
| 5         | 4    | Trevor Bassitt    | USA                       | 0.185    | 49.38 |       |
| 6         | 2    | Vít Müller        | Tjekkiet                  | 0.150    | 49.44 |       |
| 7         | 6    | Oskar Edlund      | Sverige                   | 0.188    | 49.74 |       |
| 8         | 3    | Xie Zhiyu         | Kina                      | 0.191    | 49.90 |       |

#### Heat 3
| Rangering | Bane | Atlet             | Nation    | Reaktion | Tid   | Noter |
| --------- | ---- | ----------------- | --------- | -------- | ----- | ----- |
| 1         | 5    | Rasmus Mägi       | Estland   | 0.196    | 48.62 | Q     |
| 2         | 6    | CJ Allen          | USA       | 0.144    | 48.64 | Q     |
| 3         | 2    | Alison dos Santos | Brasilien | 0.165    | 48.75 | Q     |
| 4         | 9    | Emil Agyekum      | Tyskland  | 0.207    | 49.38 |       |
| 5         | 3    | Victor Ntweng     | Botswana  | 0.138    | 49.59 |       |
| 6         | 8    | Julien Bonvin     | Schweiz   | 0.167    | 49.82 |       |
| 7         | 7    | Kaito Tsutsue     | Japan     | 0.149    | 50.50 |       |
| 8         | 4    | Yasmani Copello   | Tyrkiet   | 0.224    | 50.72 |       |

#### Heat 4
| Rangering | Bane | Atlet                | Nation     | Reaktion | Time  | Noter |
| --------- | ---- | -------------------- | ---------- | -------- | ----- | ----- |
| 1         | 8    | Roshawn Clarke       | Jamaica    | 0.191    | 48.17 | Q     |
| 2         | 3    | Ezekiel Nathaniel    | Nigeria    | 0.181    | 48.38 | Q     |
| 3         | 7    | Wilfried Happio      | Frankrig   | 0.152    | 48.42 | Q     |
| 4         | 4    | Alessandro Sibilio   | Italien    | 0.157    | 48.43 | q     |
| 5         | 5    | Wiseman Were Mukhobe | Kenya      | 0.198    | 48.58 | q     |
| 6         | 9    | Nick Smidt           | Holland    | 0.168    | 48.64 | q, SB |
| 7         | 6    | Gerald Drummond      | Costa Rica | 0.213    | 48.80 |       |
| 8         | 2    | Constantin Preis     | Tyskland   | 0.221    | 49.99 |       |

#### Heat 5
| Rangering | Bane | Atlet                | Nation          | Reaktion | Tid   | Noter |
| --------- | ---- | -------------------- | --------------- | -------- | ----- | ----- |
| 1         | 2    | Malik James-King     | Jamaica         | 0.150    | 48.21 | Q     |
| 2         | 6    | Matheus Lima         | Brasilien       | 0.180    | 48.90 | Q ,SB |
| 3         | 9    | Alastair Chalmers    | Storbritannien  | 0.179    | 48.98 | Q     |
| 4         | 7    | Joshua Abuaku        | Tyskland        | 0.151    | 49.00 |       |
| 5         | 3    | Berke Akçam          | Tyrkiet         | 0.143    | 49.48 |       |
| 6         | 4    | Ken Toyoda           | Japan           | 0.136    | 53.62 |       |
|           | 8    | Ismail Doudai Abakar | Qatar           | 0.177    | DNF   |       |
|           | 5    | Peng Ming-yang       | Kinesisk Taipei | 0.209    | DNF   |       |

### Opsamlingsheats
Opsamlingsheatsene blev afholdt den 6. august med start kl. 12:00 (UTC+2) om eftermiddagen.

#### Heat 1
| Rangering | Bane | Atlet           | Nation   | Reaktion | Tid   | Noter |
| --------- | ---- | --------------- | -------- | -------- | ----- | ----- |
| 1         | 6    | Trevor Bassitt  | USA      | 0.177    | 48.64 | Q     |
| 2         | 4    | Emil Agyekum    | Tyskland | 0.194    | 48.67 | Q     |
| 3         | 7    | Vít Müller      | Tjekkiet | 0.157    | 48.96 |       |
| 4         | 8    | Oskar Edlund    | Sverige  | 0.168    | 48.99 |       |
| 5         | 3    | Daiki Ogawa     | Japan    | 0.136    | 49.25 |       |
| 6         | 2    | Bassem Hemeida  | Qatar    | 0.146    | 49.64 | SB    |
|           | 5    | Yasmani Copello | Tyrkiet  |          | DNS   |       |

#### Heat 2
| Rangering | Bane | Atlet            | Nation     | Reaktion | Tid   | Noter |
| --------- | ---- | ---------------- | ---------- | -------- | ----- | ----- |
| 1         | 8    | Carl Bengtström  | Sverige    | 0.171    | 48.63 | Q     |
| 2         | 4    | Gerald Drummond  | Costa Rica | 0.216    | 48.78 | Q     |
| 3         | 5    | Victor Ntweng    | Botswana   | 0.168    | 48.88 |       |
| 4         | 7    | Matic Ian Guček  | Slovenien  | 0.146    | 49.06 |       |
| 5         | 3    | Constantin Preis | Tyskland   | 0.218    | 51.02 |       |
|           | 3    | Kaito Tsutsue    | Japan      |          | DNS   |       |

#### Heat 3
| Rangering | Bane | Atlet         | Nation                    | Reaktion | Tid   | Noter |
| --------- | ---- | ------------- | ------------------------- | -------- | ----- | ----- |
| 1         | 5    | Berke Akçam   | Tyrkiet                   | 0.146    | 48.72 | Q     |
| 2         | 6    | Joshua Abuaku | Tyskland                  | 0.159    | 48.87 | Q, SB |
| 3         | 3    | Julien Bonvin | Schweiz                   | 0.165    | 49.08 |       |
| 4         | 8    | Xie Zhiyu     | Kina                      | 0.224    | 49.59 |       |
| 5         | 7    | Yeral Nuñez   | Den Dominikanske Republik | 0.204    | 53.68 |       |
|           | 4    | Ken Toyoda    | Japan                     |          | DNS   |       |

### Semifinaler
Semifinalerne blev afholdt den 7. august med start kl. 19:35 (UTC+2) om aftenen.

#### Semifinale 1
| Rangering | Bane | Atlet             | Nation    | Tid   | Noter |
| --------- | ---- | ----------------- | --------- | ----- | ----- |
| 1         | 7    | Karsten Warholm   | Norge     | 47.67 | Q     |
| 2         | 6    | Clément Ducos     | Frankrig  | 47.85 | Q     |
| 3         | 9    | Alison dos Santos | Brasilien | 47.95 | q     |
| 4         | 2    | Trevor Bassitt    | USA       | 48.29 |       |
| 5         | 5    | Ezekiel Nathaniel | Nigeria   | 48.65 |       |
| 6         | 4    | Nick Smidt        | Holland   | 49.61 |       |
| 7         | 8    | Jaheel Hyde       | Jamaica   | 50.03 |       |
| 8         | 3    | Joshua Abuaku     | Tyskland  | 50.19 |       |

#### Semifinale 2
| Rangering | Bane | Atlet              | Nation             | Tid   | Noter |
| --------- | ---- | ------------------ | ------------------ | ----- | ----- |
| 1         | 4    | Kyron McMaster     | Britiske Jomfruøer | 48.15 | Q     |
| 2         | 7    | Rasmus Mägi        | Estland            | 48.16 | Q     |
| 3         | 5    | Abderrahman Samba  | Qatar              | 48.20 | q     |
| 4         | 8    | CJ Allen           | USA                | 48.44 |       |
| 5         | 3    | Emil Agyekum       | Tyskland           | 48.78 |       |
| 6         | 9    | Alessandro Sibilio | Italien            | 48.79 |       |
| 7         | 6    | Malik James-King   | Jamaica            | 48.85 |       |
| 8         | 2    | Berke Akçam        | Tyrkiet            | 49.12 |       |

#### Semifinale 3
| Rangering | Bane | Atlet             | Nation         | Tid   | Noter |
| --------- | ---- | ----------------- | -------------- | ----- | ----- |
| 1         | 5    | Rai Benjamin      | USA            | 47.85 | Q     |
| 2         | 8    | Roshawn Clarke    | Jamaica        | 48.34 | Q     |
| 3         | 7    | Wilfried Happio   | Frankrig       | 48.66 |       |
| 4         | 6    | Matheus Lima      | Brasilien      | 49.08 |       |
| 5         | 4    | Wiseman Mukhobe   | Kenya          | 49.22 |       |
| 6         | 3    | Carl Bengtström   | Sverige        | 49.56 |       |
| 7         | 2    | Gerald Drummond   | Costa Rica     | 49.68 |       |
| 8         | 9    | Alastair Chalmers | Storbritannien | 56.52 |       |

### Finale
Finalen blev planlagt til at blive afholdt den 9. august med start kl. 21:45 (UTC+2) om aftenen.
| Rangering                        | Bane | Atlet             | Nation             | Tid   | Noter |
| -------------------------------- | ---- | ----------------- | ------------------ | ----- | ----- |
| 1                                | 8    | Rai Benjamin      | USA                | 46.46 | =SB   |
| 2. plads, sølvmedaljemodtager(e) | 7    | Karsten Warholm   | Norge              | 47.06 |       |
| 3                                | 3    | Alison dos Santos | Brasilien          | 47.26 |       |
| 4                                | 5    | Clément Ducos     | Frankrig           | 47.76 |       |
| 5                                | 6    | Kyron McMaster    | Britiske Jomfruøer | 47.79 | SB    |
| 6                                | 2    | Abderrahman Samba | Qatar              | 47.98 |       |
| 7                                | 4    | Rasmus Mägi       | Estland            | 52.53 |       |
| -                                | 9    | Roshawn Clarke    | Jamaica            | DNF   |       |